# San Sano
San Sano è una frazione del comune italiano di Gaiole in Chianti, nella provincia di Siena, in Toscana.

## Storia
Il toponimo deriverebbe dalla storpiatura di sant'Ansano, martire cristiano decapitato nel 303 e patrono di Siena, al quale fu intitolata la chiesa. Secondo altri, invece, sarebbe da ricondurre al gentilizio latino Sentius, secondo il fenomeno dei prediali romani.
In epoca medievale, il borgo si sviluppò come centro castellano fortificato con un piccolo mastio e la chiesa, che fu patronato della famiglia Ricasoli, e faceva parte della Repubblica di Firenze. Il 27 febbraio 1554, durante la guerra di Siena, il castello di San Sano fu assediato ed espugnato da una compagnia di senesi capeggiata da Mino da Siena: il paese fu razziato e dato alle fiamme con tale ferocia, che i fiorentini inviarono il comandante Ridolfo Baglioni a catturare gli assalitori e impiccare Mino.
Il borgo di San Sano, entrato a far parte nel Granducato di Toscana, si ritrovò ad essere così un villaggio agricolo, specializzato nella coltivazione della vite. Ricorda il medico Giovanni Cosimo Villifranchi nel suo Oenologia toscana (1773) che «il territorio del Chianti si valuta di trenta in quaranta miglia ed i principali luoghi nei quali si fa il miglior vino Chianti sotto tale nome sono Ama, Broglio, Castellina, San Sano e Cacchiano».

## Monumenti e luoghi d'interesse

### Architetture religiose
San Sano si presenta come un raccolto borgo medievale che conserva ancora edifici in pietra risalenti al XIII secolo, tra cui la chiesa di San Sano, ricordata nelle decime del 1266 e 1267. La chiesa faceva parte, insieme alla chiesa di Sant'Andrea di Adine, del piviere di San Polo in Rosso, che fu padronato dei baroni Ricasoli.
In località Tosa si trova invece la cappella di San Donnino.

### Architetture militari
Delle fortificazioni del borgo che cingevano l'abitato in epoca medievale si conservano i resti di una torre con muri in filarotto, che costituiva l'antico cassero.

### Altro
A San Sano si trova la fontana della "Rana beona", una scultura che rappresenta una rana nell'atto di bere del vino, voluta dall'insegnante, scrittore e storico locale Ferdinando Anichini e realizzata da Plinio Tammaro nel 1967. L'idea del fontanile nacque in seguito ad una battuta pronunciata dallo stesso Anichini durante una sua partecipazione alla trasmissione televisiva Il tappabuchi condotta da Corrado nel marzo del 1967.